# Encounters at the End of the World
Encounters at the End of the World è un film documentario del 2007 scritto, diretto e narrato da Werner Herzog.

## Trama
Il regista si è recato in Antartide con il suo cameraman Peter Zeitlinger e ha documentato la vita nella stazione McMurdo, sull'isola di Ross, e dintorni.

## Produzione
All'inizio del film Herzog afferma di averlo voluto realizzare perché era rimasto estremamente affascinato dalle riprese subacquee realizzate sotto i ghiacci antartici dal suo amico Henry Kaiser, che aveva poi inserito nel film L'ignoto spazio profondo (Wild Blue Yonder, 2005). Henry Kaiser è l'autore delle riprese subacquee anche di questo film, oltre ad averne composto parte delle musiche e ad averlo prodotto.
Il film è dedicato al critico statunitense Roger Ebert, grande ammiratore di Herzog.

## Distribuzione
Il film è stato mostrato in anteprima il 1º settembre 2007 al Telluride Film Festival e ha avuto la première ufficiale il 10 dello stesso mese al Toronto International Film Festival. Nell'aprile 2008 Discovery Enterprises International, produttrice del film, ha messo in vendita a Cannes i diritti per la distribuzione internazionale del film.
In Italia il film è stato proiettato per la prima volta il 16 gennaio 2008 al cinema Massimo di Torino, in apertura della rassegna di tutti i film di Herzog che accompagnava la mostra "Segni di vita - Werner Herzog e il cinema", tenuta in contemporanea alla Fondazione Sandretto Re Rebaudengo. In seguito il documentario è stato proiettato a Milano nell'ambito della rassegna "Energia verde al cinema" organizzata da Legambiente, che ha avuto luogo allo spazio Oberdan dal 17 al 25 maggio 2008.

## Riconoscimenti
- Edinburgh International Film Festival
  - Miglior documentario
- Premio Oscar
  - Candidatura all'oscar al miglior documentario